# Dar Laaslouji
Dar Laaslouji  (in arabo دار العسلوجي‎?) è un centro abitato e comune rurale del Marocco situato nella provincia di Sidi Kacem, regione di Rabat-Salé-Kénitra. Conta una popolazione di 32 127 abitanti (censimento 2014).